# Quintus Fulvius Flaccus (Konsul 237 v. Chr.)
Quintus Fulvius Flaccus († um 205 v. Chr.) war ein römischer Staatsmann und Feldherr. 
Flaccus war in den Jahren 237, 224, 212 und 209 v. Chr. Konsul. Des Weiteren war er Censor im Jahr 231 v. Chr., Stadtprätor (praetor urbanus) 215 und 214 v. Chr.; im Jahr 213 v. Chr. wurde er magister equitum und 210 v. Chr. zum Diktator ernannt. 
In seinen ersten beiden Konsulaten war Flaccus damit beschäftigt, die Kelten in Oberitalien zu besiegen. Dabei überschritt er als erster römischer Konsul und Feldherr den Po nach Norden. Auch sein drittes Konsulat war aufgrund des tobenden Zweiten Punischen Krieges, den Rom gegen Hannibal führte, von Krieg geprägt. Nach der Eroberung eines karthagischen Lagers bei Benevent schloss Flaccus die Stadt Capua ein, die er bis zum Jahre 211 v. Chr. belagerte und schließlich während der Zweiten Schlacht um Capua einnahm. In seinem vierten Konsulat besiegte Flaccus die mit Karthago verbündeten samnitischen Hirpiner und Lucaner.
In den folgenden Jahren hatte Flaccus mehrere Kommandos in Italien inne. Sein politisches Ende fand er, als er sich scharf gegen den neuen Konsul Publius Cornelius Scipio Africanus stellte, dessen Plan, nach Afrika überzusetzen und den Punischen Krieg auf afrikanischem Boden zu beenden, bei Flaccus auf starken Widerstand traf. Sein Protest im Jahr 205 v. Chr. blieb aber erfolglos, zumal er vermutlich noch im selben Jahr verstarb.
Zwei von Flaccus’ Söhnen, Lucius Manlius Acidinus Fulvianus und Quintus Fulvius Flaccus, bekleideten 179 v. Chr. gemeinsam das Konsulat.